# تشيونغ كا لونغ
تشيونغ كا لونغ (بالصينية: 張家朗) هو مبارز بالسيف صيني، ولد في 10 يونيو 1997 في هونغ كونغ في الصين.

## وصلات خارجية
- تشيونغ كا لونغ على موقع الاتحاد الدولي للمبارزة (الإنجليزية)
- تشيونغ كا لونغ على موقع اللجنة الأولمبية الدولية (الإنجليزية)
- تشيونغ كا لونغ على موقع أوليمبيديا (الإنجليزية)